# Corythaixoides leopoldi
El turaco carinegro o turaco de Leopold (Corythaixoides leopoldi) es una especie de ave Musophagiforme de la familia Musophagidae. Es un ave que vive en las sabanas arboladas y matorrales de Tanzania y en la zona de los Grandes Lagos de África.

## Taxonomía
Hasta hace poco era considerada una subespecie del turaco enmascarado (Corythaixoides personatus) pero las diferencias morfológicas y en coloración parecen suficientes como para colocarlas en otra especie. No se reconocen subespecies.

## Descripción
Mide alrededor de 48 cm de longitud y puede pesar hasta 300 g. Es muy parecido al Turaco enmascarado (Corythaixoides personatus) pero presenta algunas diferencias: tiene la cara negra, laterales de la cabeza blancos, mancha más pequeña en verde oscuro en mitad del pecho, pecho gris rosáceo que se torna en blancuzco en el vientre y las partes inferiores; y una cresta más corta. Presenta una cara totalmente negra incluyendo ojos y pico. La cresta, alas, espalda y cola son de un tono gris pálido; el cuello y el pecho son blancos y las partes inferiores del cuerpo de un blanco rosado. No existe dimorfismo sexual. 

## Distribución y hábitat
Ocupa gran parte de Tanzania, el suroeste de Kenia y Uganda, zonas orientales de Ruanda y Burundi, así como la orilla occidental del Lago Tanganica.
Habita en bosques abiertos, sabanas arboladas con acacias, matorrales y cultivos con árboles dispersos. Puede vivir hasta los 2.000 m de altitud.

## Comportamiento
Al igual que otras especies de turacos es un animal diurno y bastante territorial que vive en parejas y que llegará a congregarse en grupos moderadamente grandes si la comida es abundante. Son buenos voladores pudiendo cubrir grandes distancias, en cambio, son menos ágiles corriendo y saltando por las ramas. A pesar de ser arbóreos pasan bastante tiempo en el suelo cazando insectos y bebiendo.
Su dieta es más variada que en otras especies de turaco, no dependiendo tanto de la fruta, y comiendo brotes de acacia, hojas, flores e insectos, especialmente termitas. 
La temporada de cría varía a lo largo del año dependiendo de la zona. Construye un nido poco firme de ramitas y materia vegetal en la copa de árboles altos aislados, generalmente acacias. La nidada consta de 2 o 3 huevos que son incubados por ambos padres durante cerca de 28 días. Los polluelos nacen en avanzado estado con los ojos ya abiertos y son alimentados mediante regurgitación por ambos padres. A las dos o tres semanas ya salen del nido para explorar y en una o dos semanas más ya abandonan el nido definitivamente, aunque seguirán dependiendo de sus padres.

## Conservación
La UICN clasifica a esta especie como de preocupación menor basándose en la amplitud del rango y en que la población permanece estable. 